# Arthur Mallison
Arthur Mallison (* 1854 in Deutsch Krone; † 24. Februar 1929 in Schreiberhau, Landkreis Hirschberg im Riesengebirge, Provinz Niederschlesien) war ein deutscher Jurist und war u. a. von 1909 bis 1919 Präsident der Eisenbahndirektion Breslau.

## Leben
Arthur Mallison war ein Sohn von Eduard Mallison (1822–96), Richter in Deutsch Krone und später Rechtsanwalt in Danzig, und Ida, geb. Heintze.

### Werdegang
Arthur Mallison studierte in Tübingen, Leipzig und Halle Rechtswissenschaften. Im Mai 1883 trat er als Assessor in den preußischen Staatseisenbahndienst und kam zur Eisenbahndirektion Berlin. Von hier kam er ins Betriebsamt Königsberg, wurde am im Juni 1889 Hilfsarbeiter und am 9. November 1891 zum Regierungsrat ernannt. 1892 kam er zum Betriebsamt Danzig und wurde hier Mitglied. Auch nach der Umwandlung in eine Eisenbahndirektion 1895 bleib er dort Mitglied. Er wechselte in die Privatwirtschaft und war vom 1. Oktober 1899 bis 1. Oktober 1900 Vorsitzender der Direktion der Brölthaler Eisenbahn-Actien-Gesellschaft in Siegburg.
Anschließend kam er in den Staatsdienst zurück und wurde Mitglied der Eisenbahndirektion Elberfeld. Bis 1907 war er u. a. mit dem Roten Adlerorden 4. Klasse und Offizier des Königlich Niederländischen Ordens von Oranien-Nassau ausgezeichnet worden. Hier wurde er am 28. März 1907 Oberregierungsrat. Am 27. Mai 1909 wurde er Präsident der Eisenbahndirektion Breslau, was er bis 1919 blieb.
1879 war er Hauptmann im 1. Aufgebot des Landwehrbezirks Danzig.
Ab 1. April 1909 war er Mitglied der Schlesischen Gesellschaft für väterländische Cultur und dort u. a. Mitglied der Sektion für Obst- und Gartenbau.

### Familie
Arthur Mallison war mit Margarete, geb. Ewermann (1860–1935), verheiratet. Ihr Sohn war der spätere Chemiker Heinrich Mallison.